# Marie Bečvářová
Marie Bečvářová, rozená Wintrová (psáno též Vintrová) (13. února 1878 Choceň – 30. května 1936 Praha) byla česká herečka.

## Mládí, divadelní začátky
Narodila se jako nemanželská dcera herečky Anny Wintrové (zemř. 1904), členky kočovné divadelní společnosti
V mládí prošla řadou kočovných divadelních společností, od roku 1895 byla ve společnost L. Chmelenského, v letech 1897–8 u společnosti Antoše Frýby. V roce 1898 působila po dobu výstavy architektury a inženýrství v divadle na výstavišti (Uranie, později budova přestěhována do pivovarské zahrady v Holešovicích). Vendelín Budil ji následně přijal na dva roky do svého souboru, působícího v Plzni. V Plzni setrvala pak až do roku 1902 v souboru F. Trnky.

## Kamenné divadlo
V. Budilem byla angažována v novém Městském divadle v Plzni v roce 1902. Působila zde až do roku 1922, později byla vedena jako stálý host. V roce 1922 byla angažována do Divadla na Vinohradech, kde pak působila až do roku 1936.
V roce 1931 utrpěla ve Vinohradském divadle vážný úraz, v roce 1934 dostala výpověď z divadla, po mediální kritice později odvolanou.

## Rodina
Provdala se v září roku 1904 za Karla Bečváře, pokladníka plzeňské Občanské záložny. S ním měla děti Vilemínu provd. Černou (* 1905) a Jindřicha (* 1912 - 2010).
Marie Bečvářová zemřela na mrtvici v květnu roku 1936. Pohřbena byla na Vinohradském hřbitově.

## Citát
| „                     | Přišla z Plzně mezi nás na Vinohrady, drobná, vlídná, nenápadná a vtipná. Mimo scénu mluvila tiše, jako by její hlas neznal těžkou službu ve velkých prostorách, byla pořád jako by v šedém a jako by stranou, ale večer se s ní na jeviště přihnal celý svět. Byli jsme rádi kolem ní, protože neznala věkového rozdílu, dovedla se s námi smát, až stírala slzy do kapesníku…Její ryzost a velikost byla jen a jen v opravdovosti. Měla sevřenost i elán, optimismus i úzkost…Bohužel, pro mnohé jen jméno, protože umřela příliš brzy a mladá generace diváků už na ni nemůže vzpomínat s úsměvem, láskou a obdivem jako my. | “ |
| — Olga Scheinpflugová | |   |

## Divadelní role, výběr
- 1896 Jaroslav Kvapil: Bludička, Klára Danešová, společnost L. Chmelenského
- 1899 Jaroslav Kvapil: Princezna Pampeliška, titulní role, společnost V. Budila
- 1902 J. K. Tyl: Strakonický dudák, Dorotka, Městské divadlo Plzeň
- 1903 Julius Zeyer: Doňa Sanča, Mercedes, Městské divadlo Plzeň
- 1905 William Shakespeare: Kupec benátský, Nerissa, Městské divadlo Plzeň
- 1909 M. A. Šimáček: Jiný vzduch, Hela, Městské divadlo Plzeň
- 1911 William Shakespeare: Večer tříkrálový neb Cokoli chcete, Marie, Městské divadlo Plzeň
- 1914 William Shakespeare: Zkrocení zlé ženy, Kateřina, Městské divadlo Plzeň
- 1917 Ladislav Stroupežnický: Zvíkovský rarášek, Markéta, Městské divadlo Plzeň
- 1918 F. X. Svoboda: Čekanky, Šafářka, Městské divadlo Plzeň
- 1919 Jiří Mahen: Ulička odvahy, Míla, Městské divadlo Plzeň
- 1921 Karel Čapek: R. U. R., Nána, Městské divadlo Plzeň
- 1922 Karel Čapek: Věc Makropulos, Poklízečka, Divadlo na Vinohradech, režie Karel Čapek
- 1922 Jaroslav Kvapil: Princezna Pampeliška, Chůva, Divadlo na Vinohradech, režie Josef Wenig
- 1923 F. F. Šamberk: Jedenácté přikázání, Františka, Divadlo na Vinohradech, režie František Hlavatý
- 1924 J. K. Tyl: Strakonický dudák, Kordula, Divadlo na Vinohradech, režie Jaroslav Kvapil
- 1925 Maurice Maeterlinck: Modré ptáče, Babička, Divadlo na Vinohradech, režie Jan Bor
- 1926 J. K. Tyl: Paličova dcera, Vdova Jedličková, Divadlo na Vinohradech, režie Bohuš Stejskal
- 1926 Alois a Vilém Mrštíkové: Maryša, Horačka, Divadlo na Vinohradech, režie Bohuš Stejskal
- 1926 J. K. Tyl: Fidlovačka, Mastílková, Divadlo na Vinohradech, režie František Hlavatý
- 1927 Olga Scheinpflugová: Zabitý, Karla, Divadlo na Vinohradech, režie Bohuš Stejskal
- 1927 K. M. Čapek-Chod: Básníkova nevěsta, Babka, Divadlo na Vinohradech, režie Bohuš Stejskal
- 1928 Karel Čapek: Loupežník, Fanka, Divadlo na Vinohradech, režie Bohuš Stejskal
- 1929 František Langer: Obrácení Ferdyše Pištory, Irma Pištorová, Divadlo na Vinohradech, režie Jan Bor
- 1930 Bertolt Brecht: Žebrácká opera, Peachumová, Divadlo na Vinohradech, režie Jan Bor
- 1930 Luigi Pirandello: Rozmysli si, Jakoubku!, Mariana, Divadlo na Vinohradech, režie Bohuš Stejskal
- 1932 František Langer: Velbloud uchem jehly, Peštová, Komorní divadlo, režie Jan Bor
- 1934 Georges Feydeau: Dáma od Maxima, Paní Petiponová, Komorní divadlo, režie Gabriel Hart
- 1935 Moliere: Měšťák šlechticem, Jourdainová, Divadlo na Vinohradech, režie Bohuš Stejskal
- 1936 L. Riley: Osobní kouzlo, Teta Katy, Komorní divadlo, režie Gabriel Hart

## Divadelní režie
- 1926 Karel Burian: Jak se švec Ivánek princem stal (hra pro děti), Divadlo na Vinohradech[5]

## Filmografie
- 1926 Román hloupého Honzy, Máry, Kosová, režie František Hlavatý
- 1926 Modche a Rezi, kovářka, režie Přemysl Pražský
- 1935 Pan otec Karafiát, paní Karafiátová, režie Jan Sviták
- 1935 Maryša, babička Maryši Lízalové, režie Josef Rovenský
- 1935 Jedenácté přikázání, služka Františka, režie Martin Frič
- 1935 Hledá se paní Polášková, sousedka, režie F. Šestka, Elmar Klos